# Николай Сакопулос
Николай (на гръцки: Νικόλαος, Николаос) е гръцки духовник, митрополит на Цариградската патриаршия.

## Биография
Роден е в 1862 година в понтийския град Синоп, където получава начално образование. Завършва Богословското училище в Халки в 1886 година с отличие. В Халки е ръкоположен за дякон. След дипломирането си е назначен за архидякон в Смирненската епархия, където преподава богословие в евангелското девическо училище в града. В 1889 година е ръкоположен за свещеник и възведен в архимандритски сан. В същата година Николай е назначен за главен духовник на гръцката православна общност в Кронщат в Трансилвания, Австро-Унгария. В 1891 година митрополит Антим Амасийски го прави свой протосингел, а на 23 февруари 1892 година е ръкоположен за амисоски епископ, викарен епископ на Амасийската митрополия в Самсун. Ръкополагането е извършено от митрополит Антим Амасийски в съслужение с Неофит, бивш епископ метрески и епископ Неофит Леонтополски.
От ноември 1893 година Николай е китроски епископ. След това на 16 април 1896 година е избран за воденски митрополит. Заема воденската катедра от 1896 до 1 май 1899 година, когато е избран за анкарски митрополит. На 19 октомври 1902 година наследява митрополит Константин на катедрата на Маронийската епархия в Гюмюрджина. Николай оглавява епархията до 13 февруари 1914 година, когато е избран за кесарийски митрополит. От март до 25 ноември 1921 година е наместник на партиаршеския престол в Цариград. След това е патриаршески викарий на новоизбрания патриарх Мелетий IV Константинополски от 25 ноември 1921 година до пристигането на Мелетий в Цариград на 24 януари 1922 година. След това е председател на Поместния събор от 10 юли 1923 до 2 октомври 1923 година.
На 22 февруари 1927 година е избран за халкидонски митрополит.
Умира внезапно на 17 март 1927 година.